# تنرتون (ویرجینیای غربی)
تنرتون (به انگلیسی: Tennerton) یک منطقهٔ مسکونی در ایالات متحده آمریکا است که در شهرستان آپشور، ویرجینیای غربی واقع شده‌است.